# Pešćeno
Pešćeno es una localidad de Croacia en el municipio de Konjščina, condado de Krapina-Zagorje.

## Geografía
Se encuentra a una altitud de 171 m s. n. m. a 55,3 km de la capital nacional, Zagreb.

## Demografía
En el censo 2011, el total de población de la localidad fue de 151 habitantes.